# 鈴木孝夫 (実業家)
鈴木 孝夫（すずき たかお、1943年（昭和18年） - ）は、日本の実業家、経営者、SECエレベーター創業者で、同社代表取締役会長。

## 来歴
岩手県平泉町に生まれる。東京電機大学電機学校卒業後、菱電サービス（現・三菱電機ビルテクノサービス）に入社、エレベーター関連の技術者として3年間勤務する。1967年（昭和42年）同社の下請け事業主として東京都杉並区を拠点に独立・創業する。
1970年（昭和45年）有限会社鈴木エレベーター工業として会社設立、本社を渋谷区神南に置く。1978年（昭和53年）社名をエス・イー・シーエレベーター株式会社に変更、代表取締役社長に就任。

## 人物
独立後は下請けとして保守管理をメインとし、工事関係も請け負った。当時のエレベーターは多々不具合や故障が多く苦労したという、個人として不具合のあるエレベーターは、自分で回路を作り、またより良い部品を使用した。
エレベーターというものの安全性を自分で考えた事は、非常に人生の勉強になり、血となり肉となり、自分自身が鍛えられたという。また自分自身が好きな道に入るのが自分の能力が発揮され、人と人のつながりの大きさが、自分自身を大きく育てるものという考えを持っている。